# Pahñú
Pahñú o Pañhú (“Camí calent” en otomí) és un lloc arqueològic localitzat a la comunitat de La Mesilla, Municipi de Tecozautla a l'estat d'Hidalgo, Mèxic.
Aquest lloc és de la cultura xajay, que es va desenvolupar durant cinc segles, aproximadament, de 450 dC. al 950 dC. aparentment és l'hereu de la cultura Chupícuaro i relacionat amb l'origen dels otomís de la Vall del Mesquital. El lloc està sacralitzat a Otontecutli, el Déu del Foc Vell, advocació otomí.
Es tracta d'un lloc que es va desenvolupar entre els anys 300 i 1100; està integrat per tres places, a la primera hi ha una petita estructura quadrangular a 80 metres al ponent, hi ha un petit conjunt d'estructures i una zona amb abundants petroglifs. A la plaça central s'hi ubica l'estructura principal que fa 17 metres de llargada i que amb el seu temple és possible que sobrepassés els 10 metres d'alçada, el Tecpan que va haver d'allotjar els governants i una sèrie d'estructures rectangulars.
Des de Pahñú es domina el paisatge semidesèrtic de la Vall del Mesquital i l'elevació de l'Hualtepec o Cerro del Astillero, que d'acord amb diverses investigacions, és el mític Cerro Coatepec (“Muntanya de la serp”) a la mitologia mexica era el lloc on va néixer Huitzilopochtli.
Pels trets estilístics de la ceràmica i l'arquitectura, aquest indret estava emparentat culturalment amb poblacions de la regió del Bajío, principalment amb la regió d'Acambar. Temporalment és contemporània de la ciutat de Teotihuacan, però segueix un desenvolupament paral·lel i independent que li permet sobreviure al col·lapse de l'urbs i mantenir les xarxes comercials a la regió, per la qual cosa va arribar a convertir-se en una unitat regional important en l'epiclàssic.